# جيوفري كوكس
جيوفري كوكس (بالإنجليزية: Geoffrey Cox) هو سياسي بريطاني، ولد في 30 أبريل 1960 في المملكة المتحدة. حزبياً، نشط في حزب المحافظين.

## مناصب
- انتخب المحامي العام لأيرلندا الشمالية [الإنجليزية]‏ (9 يوليو 2018 – ).
- انتخب النائب العام لإنجلترا وويلز [الإنجليزية]‏ (9 يوليو 2018 – ).
- في الانتخابات العامة في المملكة المتحدة 2005، انتخب عضو برلمان المملكة المتحدة الـ54 عن دائرة توريج وديفون الغربية وقد انضم خلال فترته النيابية ‏ (5 مايو 2005 – 12 أبريل 2010) للكتلة البرلمانية حزب المحافظين.
- في انتخابات المملكة المتحدة لعام 2010، انتخب عضو برلمان المملكة المتحدة الـ55 عن دائرة توريج وديفون الغربية وقد انضم خلال فترته النيابية ‏ (6 مايو 2010 – 30 مارس 2015) للكتلة البرلمانية حزب المحافظين.
- في الانتخابات العامة في المملكة المتحدة 2015، انتخب عضو برلمان المملكة المتحدة الـ56 عن دائرة توريج وديفون الغربية وقد انضم خلال فترته النيابية ‏ (8 مايو 2015 – 3 مايو 2017) للكتلة البرلمانية حزب المحافظين.
- في الانتخابات التشريعية البريطانية 2017، انتخب عضو برلمان المملكة المتحدة الـ57 عن دائرة توريج وديفون الغربية وقد انضم خلال فترته النيابية ‏ (8 يونيو 2017 – ) للكتلة البرلمانية حزب المحافظين.